# Tradição Albertinense
O Grêmio Recreativo Cultural Artístico e Beneficente Escola de Samba Tradição Albertinense é uma escola de samba da cidade de São Paulo, sendo sediada em Vila Albertina, zona norte da capital paulista, aos pés da Serra da Cantareira.
A agremiação desenvolve trabalhos junto às crianças do bairro, no sentido da prática de atividades musicais e conhecimento do mundo do samba e do carnaval. As cores oficiais são verde, amarelo azul e branco e o pavilhão exalta a Serra da Cantareira, suas fontes naturais e os macacos, que descem às casas da encosta em busca de alimentos.

## História
A Tradição Albertinense foi fundada em 30 de março de 2002 do desejo de seis sambistas do bairro de Vila Albertina (Henrique, Fernando, Bira, Tia Nice, Jacira  Pelé e Rinaldo).
Em 2009, terminou na 8º colocação no grupo 2 da UESP. Já em 2010 a escola passou por algumas transformações: assumiu uma nova diretoria para completar o mandato do fundador e até então presidente Rinaldo, e com o enredo "A Fantástica Odisseia em busca da Felicidade, Delírios, Histórias e Imaginação Tudo vira samba no sonho da Tradição!" dos estreantes carnavalescos Danilo Dantas, que também foi diretor de carnaval e Rondy Camargos, com a bateria jovem do Mestre Tuttu, a escola manteve-se no grupo 2, obtendo a mesma posição de 2009, porem melhorando todas as notas referente ao ano anterior.
Em 2011 a escola passou por novas mudanças. Com a posse de uma nova diretoria, foi eleita sua primeira presidente mulher, Creuza Camargos, tendo Fernando Oliveira como vice-presidente; Rinaldo Lopes e Rômulo Camargos, diretores gerais de Carnaval.
Com o enredo "Pra deixar saudade!" de autoria do carnavalesco Danilo Dantas, a escola do Tremembé obteve a 4ª colocação, a melhor da sua história até então brigou ponto a ponto pelo acesso ao grupo 1 ficando a 0,25 da 3ª colocada.
Em 2012 a Tradição conseguiu o 3ºlugar, ascendendo ao Grupo 1 da UESP (terceira divisão). No seu primeiro desfile no Anhembi, a escola homenageou Chico Rei, o que lhe rendeu o 5 lugar. 
Em 2013 a escola viu-se envolvida numa polêmica jurídica com a TUP, que lhe acusou de usar indevidamente fantasias de outras agremiações. Em assembleia interna, a UESP, no pós-Carnaval, determinou a perda dos pontos no quesito e consequente rebaixamento da Tradição, o que manteria a TUP no grupo. Apenas em fevereiro de 2014, a menos de um mês do Carnaval de 2014, o mérito foi julgado pelo Tribunal de Justiça do Estado de São Paulo, dando ganho de causa à Tradição, que finalmente pôde desfilar ainda pelo Grupo 1 da UESP.
A agremiação contou então no Sambódromo do Anhembi a história de Nelson Gonçalves, um dos grandes ícones da música popular brasileira. No resultado final, acabou sendo desta vez rebaixada.
Mas com muita garra a escola consegue em 2015 o título de campeã do grupo II e retorna ao Anhembi para o carnaval 2016 onde homenageara Tim Maia! Para 2020 a Tradição conta com os Mestres Tutu e Jr. Neguinho para comandar a bateria Ritmo 13.

## Segmentos

### Presidentes
| Nome            | Mandato           | Ref.  |
| --------------- | ----------------- | ----- |
| Rinaldo Lopes   | 2002 - 2011       |       |
| Creuza Camargos | 2011 - atualidade | [ 3 ] |

### Intérpretes
| Carnavais     | Intérprete oficial              | Referências |
| ------------- | ------------------------------- | ----------- |
| 2010          | Celsinho Mody e Tuca Maia       |             |
| 2011          | Freddy Vianna e Tato Santa Cruz |             |
| 2012-2013     | Tato Santa Cruz                 |             |
| 2014-presente | Léo do Cavaco                   |             |

### Diretores
| Período   | Diretor de Carnaval | Diretor geral de harmonia | Mestre de bateria            | Ref.  |
| --------- | ------------------- | ------------------------- | ---------------------------- | ----- |
| 2014      | Rômulo Camargos     | Rômulo Camargos           | Tuttu                        | [ 4 ] |
| 2015-2018 | Rômulo Camargos     | Ernandi Machado           | Tuttu                        | [ 5 ] |
| 2019      | Rômulo Camargos     | Comissão                  | Mestre Augusto               |       |
| 2020      | Rômulo Camargos     | Comissão                  | Mestre Pé Feio e Mestre Tutu |       |

### Casal de Mestre-sala e Porta-bandeira
| Período         | Nome                             | Ref.  |
| --------------- | -------------------------------- | ----- |
| 2012            | Daniel Oliveira e Andréia Araújo |       |
| 2013            | Hugo Oliveira e Ana Maria Monte  |       |
| 2014            | Diego Motta e Edilaine Campos    | [ 4 ] |
| 2015-atualidade | Diego Mota e Érica Pará-Assu     | [ 5 ] |

### Corte de Bateria
| Período         | Rainha de bateria | Ref.  |
| --------------- | ----------------- | ----- |
| 2012-atualidade | Deyse Ferreira    | [ 6 ] |

## Carnavais
| Ano  | Colocação | Grupo | Enredo | Carnavalesco | Ref.          |
| ---- | --- | --- | --- | --- | ------------- |
| 2002 | 11º lugar | Avaliação | O trem da Cantareira | Comissão de Carnaval                                                                                                   |               |
| 2003 | 3º lugar | Espera | Tô Loucomotivado de Emoção: Sou Albertinense, Sou a Tradição                                                                          | Marcelo |               |
| 2004 | 5º lugar | Espera | São Paulo, 450 Anos de Imigração | Comissão de Carnaval                                                                                                   |               |
| 2005 | Vice-campeã | 4-UESP | Sou brasileiro, guerreiro, no circo da vida                                                                                           | Comissão de Carnaval                                                                                                   |               |
| 2006 | Vice-campeã | 3-UESP | No mundo mágico das crianças, o mestre mandou brincar, o mestre mandou mudar                                                          | Comissão de Carnaval                                                                                                   |               |
| 2007 | 10º lugar | 2-UESP | O senhor Samba no reino das muitas mentiras                                                                                           | Bruno Oliveira |               |
| 2008 | Vice-campeã | 3-UESP | Entre festas, crenças e irmandades, a verdadeira Liberdade                                                                            | Régis Silva |               |
| 2009 | 8º lugar | 2-UESP | Canta Meu sábia... 25 anos de Saudades! Uma viagem na historia de Clara Nunes                                                         | Ricardo Reis |               |
| 2010 | 8ºlugar | 2-UESP | A fascinante odisséia em busca da felicidade... Delírios, historias e imaginação... Tudo vira samba no sonho da Tradição              | Danilo Dantas e Rondy Camargos                                                                                         |               |
| 2011 | 4º lugar | 2-UESP | Pra deixar saudade | Danilo Dantas |               |
| 2012 | 3º lugar | 2-UESP | Na força da fé e devoção, a festa que é do povo, é dos reis e da tradição                                                             | Comissão de Carnaval                                                                                                   |               |
| 2013 | 5º lugar | 1-UESP | Rei é rei onde chega... foi assim, hoje eu sei... que nasceu Chico Rei, rei da África e das Minas Gerais!                             | Rômulo Camargos |               |
| 2014 | 10º lugar | 1-UESP | A Volta do Boêmio | Comissão de Carnaval                                                                                                   |               |
| 2015 | Campeã | 2-UESP | Das paixões que vem de dentro de um coração bobo, bola e balão... As canções que o povo canta, contando coisas do meu chão            | Rômulo Camargos |               |
| 2016 | 6º lugar | 1-UESP | Vim aqui para te falar, dizer o que aprendi... pois bem cheguei, para brilhar no Carnaval, descobrir os sete mares, do leme ao Pontal | Rômulo Camargos | [ 7 ]         |
| 2017 | 7° lugar | 1-UESP | Agora chegou a vez vou cantar, mulher brasileira em primeiro lugar                                                                    | Rômulo Camargos |               |
| 2018 | 5º lugar | Acesso 2 | Das Praças aos palcos a trupe Albertinense apresenta: As mil e uma faces do artista brasileiro                                        | Danilo Dantas | [ 8 ]         |
| 2019 | 8º lugar | Acesso 2 | Salve Simpatia Compositores: Léo do Cavaco, Xandinho Nocera, Paulo Sena, Alemão do Pandeiro e André Filosofia                         | Comissão de Carnaval (Diego Mota, Rômulo Camargos e Leonardo Rocha)                                                    |               |
| 2020 | 11º lugar | Acesso 2 | Toda Família tem Tradição | Marco Aranha e Marcyo de Oliveira                                                                                      |               |
| 2021 | Inicialmente adiados para o mês de julho, os desfiles do Carnaval 2021 foram cancelados devido a pandemia de Covid-19. | Inicialmente adiados para o mês de julho, os desfiles do Carnaval 2021 foram cancelados devido a pandemia de Covid-19. | Inicialmente adiados para o mês de julho, os desfiles do Carnaval 2021 foram cancelados devido a pandemia de Covid-19.                | Inicialmente adiados para o mês de julho, os desfiles do Carnaval 2021 foram cancelados devido a pandemia de Covid-19. | [ 9 ]         |
| 2022 | 12º lugar | Acesso 2 | A Passarela é de vocês! 30 anos de Anhembi, é tradição, podem aplaudir!                                                               | Fábio Flisch e Guilherme Estevão                                                                                       | [ 10 ] [ 11 ] |
| 2023 | 10º Lugar | Especial de Bairros | Lá vem elas, as rainhas do nosso carnaval... A Tradição das leoas do samba                                                            | Fábio Flisch | [ 12 ]        |
| 2024 | 8º Lugar | Acesso 1 de Bairros | Era uma vez uma fábrica de encantos e diversão                                                                                        | Fábio Flisch | [ 13 ]        |